# IMac
iMac – seria komputerów All-in-One zaprojektowanych przez Apple. Jest jednym z kilku komputerów dostępnych w ofercie nieprzerwanie od 1998 roku.
iMac zdobył swoją popularność przede wszystkim wysoką ergonomią (zajmuje mało miejsca na biurku, wszystko w jednym miejscu, minimalna liczba kabli, fabrycznie skonfigurowany komputer gotowy do działania łącznie z wejściem do Internetu) oraz, co nie jest bez znaczenia, estetyką wyglądu.
Pierwszy model iMaca odniósł sukces rynkowy, który uratował Apple przed bankructwem.

## Wyposażenie

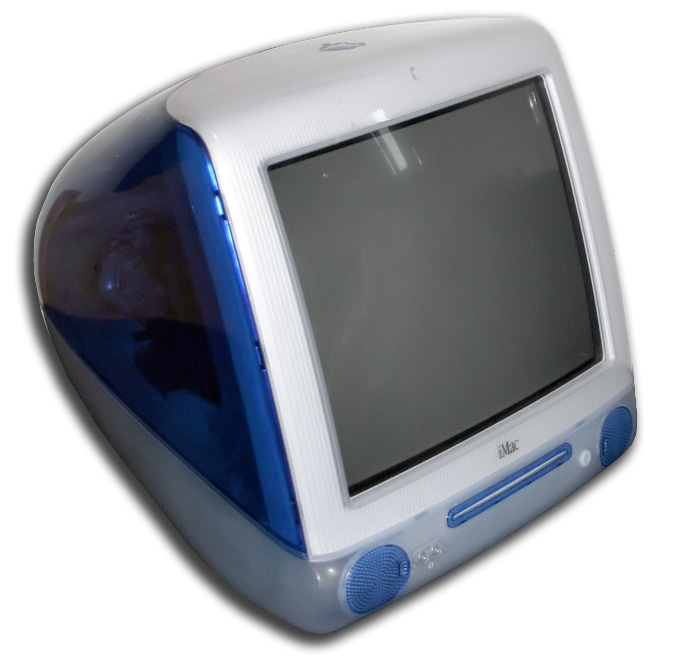
iMac G3 Slot Loading

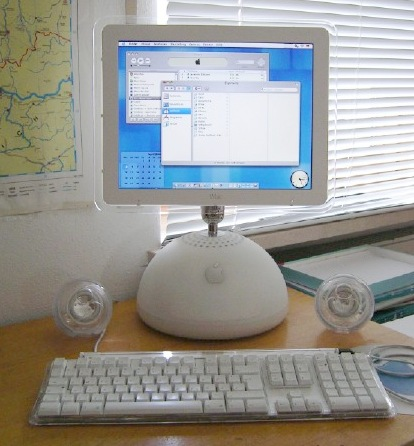
iMac G4

Zaprojektowany przede wszystkim jako stanowisko sieciowe dla Internetu oraz intranetów pozbawiony został stacji dyskietek, co można uznać za jedną z najodważniejszych decyzji firmy. Kompaktowa obudowa pierwszej wersji zawierała jednostkę centralną, CD-ROM, głośniki 1,5 W, mikrofon oraz monitor 15".

## Wzornictwo
Całość pierwotnie z półprzezroczystego plastiku w kolorze Bondi Blue, a z czasem w szerokiej gamie innych barw, a nawet deseni (w tym nawet obudowy zupełnie przezroczyste). Do pierwszej serii iMaca dołączono niezbyt wygodną klawiaturę o zmniejszonej liczbie klawiszy oraz powszechnie krytykowaną myszkę o idealnie okrągłym kształcie.
Był to pierwszy na świecie powszechnie sprzedawany komputer o kolorze innym od beżowego czy czarnego oraz kształcie innym od zbliżonego do prostopadłościanu, co było rewolucją w estetyce komputerów. Od tego czasu wszystkie kolejne komputery firmy Apple wyróżniały się nowatorskim i łatwo rozpoznawalnym wzornictwem. Wśród wielu nowości w wyglądzie można wymienić uchwyt na komputer w górnej części, szczątkowej wielkości tackę na CD (z czasem zastąpioną tzw. slot loadingiem, czyli napędem szczelinowym), a zarówno jednostka, jak i mysz czy klawiatura miały tę samą barwę. Także inne peryferia komputerowe firmy Apple są od tego czasu produkowane według takiego wzornictwa.
Przez kolejnych kilka lat światowy przemysł komputerowy tylko w nielicznych przypadkach próbował nawiązywać do zmian we wzornictwie zapoczątkowanych przez Apple.

## Kalendarium
- 15 sierpnia 1998 – światowa premiera iMaca. Nowy produkt bił rekordy liczby sprzedanych egzemplarzy.
- 7 stycznia 2002 – kolejny przełom we wzornictwie, pojawiła się nowa wersja iMaca z jednostką centralną w postaci małej półkuli z obrotowym ramieniem zakończonym wyświetlaczem LCD.
- 17 lipca 2002 – pojawia się wersja iMac LCD z panoramicznym wyświetlaczem 17".
- 1 września 2004 – Apple wprowadził iMac G5, w którym jednostka centralna zintegrowana jest z panoramicznym wyświetlaczem LCD (17" lub 20") i zawieszona na płaskiej „stopie”.
- 12 października 2005 – Apple odnowił iMaca, montując na stałe kamerę nad ekranem i umożliwiając kontrolę komputera za pomocą pilota. Jest to również pierwszy Mac sprzedawany w komplecie z 4-przyciskową myszą Mighty Mouse.
- 10 stycznia 2006 – nowy iMac stał się pierwszym stacjonarnym komputerem firmy Apple wyposażonym w procesor Intel Core Duo. Z zewnątrz jest nieodróżnialny od wersji z 2005.
- 6 września 2006 – procesory Core Duo zostały zastąpione przez Core 2 Duo, w ofercie pojawił się iMac 24".
- 7 sierpnia 2007 – kolejna edycja iMaca przeprojektowana z zewnątrz. Przód wykonany jest z jednego arkusza aluminium, wyświetlacz pokryty jest błyszczącym szkłem, a tylna osłona jest z czarnego plastiku. Dzięki tym poprawkom nowy iMac dostosował się do nowej linii produktów Apple – iPhone i serii iPodów. Firma postarała się również, aby wszystkie materiały nadawały się do recyclingu.
- 28 kwietnia 2008 – Apple wprowadził odświeżoną linie iMaców z procesorami 3,06 GHz, a także możliwością rozbudowy dysku twardego z 500 GB do 1 TB w modelach 24".
- 20 października 2009 – Apple wprowadził nową linie iMaców z nowymi ekranami LED w standardzie 16:9 na nowej technologii poprawiającej kąty widzenia. Najbardziej rozbudowany iMac ma 27 cali, 4-rdzeniowy procesor, możliwość rozbudowy do 16 GB RAM i dysku do 2 TB.
- wrzesień 2019 – premiera najdroższego monitora Pro Display XDR o przekątnej 32 cala IPS LCD w technologii TFT.[3]